# Cascade, Iowa
Cascade är en ort i Dubuque County, och Jones County i Iowa. Cascade hade 2 159 invånare enligt 2010 års folkräkning.